# Gipfelsturm
Gipfelsturm ist ein deutscher Spielfilm und eine Verfilmung der (vermeintlichen) Erstbesteigung der Zugspitze durch Leutnant Josef Naus im Jahre 1820. Die Erstausstrahlung fand am 8. April 2007 im Bayerischen Fernsehen statt.

## Handlung
Der Tiroler Josef Naus, Veteran der Napoleonischen Kriege, dient nun als Leutnant in der Bayerischen Armee. 1820 erhält er von der Heeresleitung den Auftrag, das Zugspitzgebiet topographisch zu vermessen. Mit seinem grantigen Burschen Schani macht er sich dort an die Arbeit, stößt jedoch bei den Einheimischen auf wenig Begeisterung. Diese sehen in den beiden Soldaten, von denen der Offizier ausgerechnet ein Tiroler, ein ehemaliger Feind ist, Störenfriede und Unheilsbringer. 
Die Einheimischen glauben an den sogenannten Zuggeist, den sie für allerlei Unheil verantwortlich machen und dessen Verkörperung sie in einem Steinadler sehen. Allgemein herrscht der Aberglaube, dass dieser Geist auf dem Gipfel der Zugspitze eine Springwurzel bewacht, die ewigen Reichtum verspricht. Bisherige Versuche, die Springwurzel zu finden, endeten tödlich. Naus jedoch strebt nach Höherem. Er will als Erster den Gipfel der Zugspitze erklimmen, um so seine Aufstiegschancen beim Militär und seine gesellschaftliche Reputation zu erhöhen. Doch erwarten Naus noch Widrigkeiten anderer Art. 
Er verliebt sich in die junge Magd und Mutter Afra, die wiederum unter ihrem Wirt, dem Bärenmartl, leidet. Damit gefährdet er auch seine Arbeit, denn der Vater seiner Verlobten in München finanziert dessen wissenschaftliche Tätigkeiten. Dennoch löst er ohne großes Zögern diese Verlobung. Doch auch Görgl, ein junger Einheimischer, der eben nach einer fünfjährigen Haftstrafe wegen Wilderei aus dem Zuchthaus in Landsberg entlassen wurde, hat ein Auge auf Afra geworfen. Dieser kennt Naus noch aus dem Krieg, in dem jedoch er als Bayer dem Tiroler feindlich gegenüberstand, aber von Naus in der Schlacht verschont wurde.

## Wissenswertes
- Die Dreharbeiten fanden im Juli und August 2006 in Matrei und Umgebung in Osttirol, am Hintertuxer Gletscher sowie an der Zugspitze statt.
- Josef Naus gilt als der offizielle Erstbesteiger der Zugspitze. Am 19. September 2006, nach Ende der Dreharbeiten des Filmes, gab der Deutsche Alpenverein bekannt, dass im Archiv eine alte Karte aus dem 18. Jahrhundert gefunden wurde, deren Detailkenntnis eine Besteigung der Zugspitze vor Naus möglich erscheinen lässt.[1]